# Narození Panny Marie
Narození Panny Marie je liturgický svátek katolické a východní církve, který 8. září oslavuje narození Marie, matky Ježíše Krista.

## Historie svátku
V Novém zákoně není o Mariině narození ani rodičích žádná zmínka. Jakubovo protoevangelium ze 2. století, jehož autorství je připisováno Jakubu Alfeovu, považované církevní tradicí za apokryf, popisuje Mariino dětství a její rodiče Jáchyma a Annu. Jméno Joachim je vykládáno jako „příprava na Pána“ a jméno Anny jako „milostná, laskavá“. Výtěžek svého hospodářství spravedlivě dělili mezi jeruzalémský chrám, pomoc chudým a vlastní potřeby. Byli však považováni za neplodné a chrámoví kněží proto dokonce jednoho dne z toho důvodu odmítli přijmout oběti, které chrámu přinesli. 

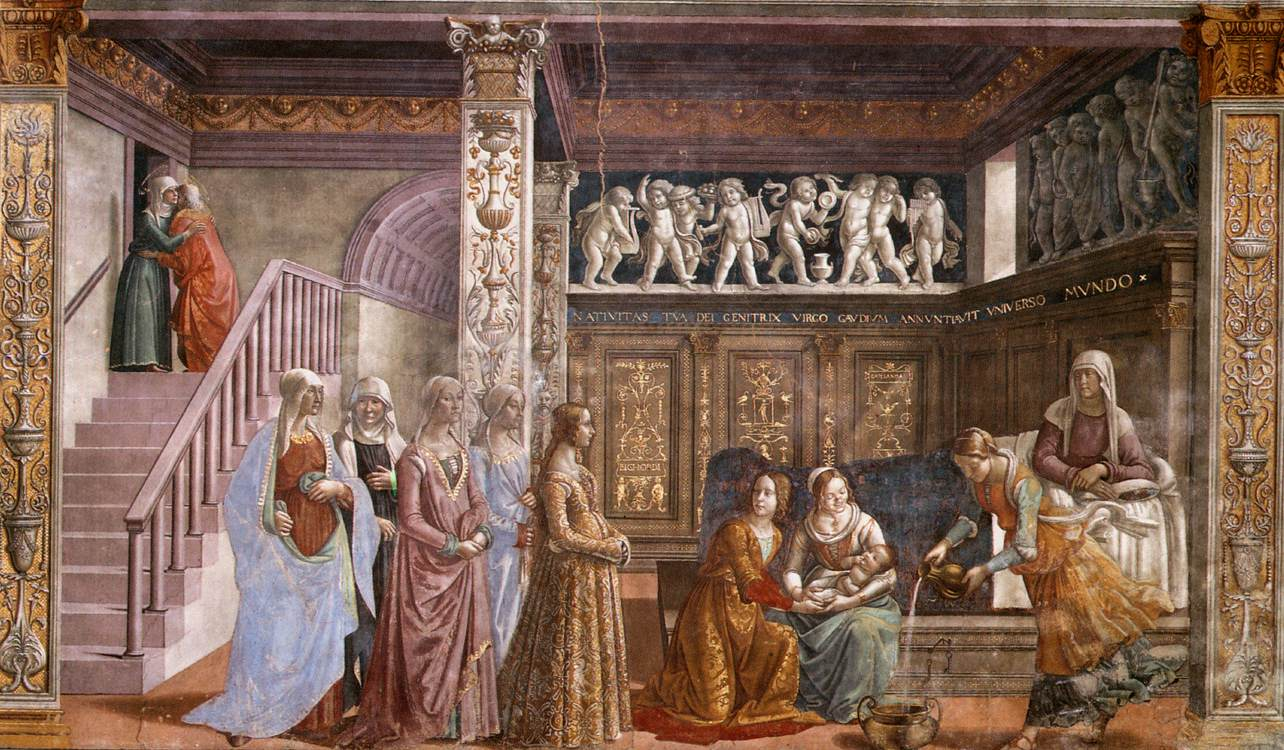
Narození Panny Marie, Domenico Ghirlandaio, 1485

Hluboce ponížený Jáchym odešel do pouště, kde se čtyřicet dní postil a modlil k Bohu. Po čtyřiceti dnech se mu zjevil anděl a oznámil mu, že jeho modlitby byly vyslyšeny, a slíbil jim narození dítěte. Ve vysokém věku se jim pak narodila dcera, které dali jméno Marie (aramejsky Marjām). Otec zemřel krátce po jejím narození a Marie byla ve třech letech předána do výchovy správě jeruzalémského chrámu.
Od 5. století se v Jeruzalémě začalo 8. září spojovat s mariánskou úctou. V tento den byla v onom městě posvěcena bazilika zbudovaná na místě, kde se podle tradice narodila Maria. Od 7. století se 8. září slaví jako svátek Narození Panny Marie. Narození Panny Marie bylo zasvěceno mnoho kostelů a je námětem mnoha uměleckých děl.
Skutečný den Mariina narození není znám. Podle data 8. září byl později katolickou církví stanoven 8. prosinec (devět měsíců zpět) jako den Mariina početí, kdy římskokatolická liturgie slaví Slavnost Neposkvrněného početí Panny Marie.

## Jako umělecký námět
Scény z tohoto příběhu byly velmi oblíbeným tématem malířů až do Tridentského koncilu, který se konal v letech 1545 až 1563, definoval katolický biblický kánon a zároveň zakázal zobrazování apokryfních scén. Svatí Jáchym a Anna však zůstali v katolickém kalendáři dodnes (26. července) a Narození Panny Marie je v něm jedním z velkých svátků přesto.